# Tony Hall
Tony Patrick Hall (Dayton, 16 gennaio 1942) è un politico e ambasciatore statunitense, membro della Camera dei Rappresentanti per lo stato dell'Ohio dal 1979 al 2002.

## Biografia
Figlio del politico locale Dave Hall, Tony nacque a Dayton, città della quale il padre fu sindaco tra il 1965 e il 1970. Il fratello di Tony, Samuel Hall, fu un noto tuffatore e vinse la medaglia d'argento ai Giochi Olimpici di Roma nel 1960 nella specialità del trampolino da 3 metri.
Dopo aver frequentato il college, Hall prestò servizio volontario in Thailandia con i Peace Corps e, una volta tornato in patria, decise di entrare in politica con il Partito Democratico, al contrario di suo padre che era un repubblicano. Nel 1969 venne eletto all'interno della legislatura statale dell'Ohio, dove rimase per dieci anni, fino a quando cioè approdò alla Camera dei Rappresentanti nel 1979.
Hall rimase al Congresso per quasi ventiquattro anni, durante i quali si occupò principalmente di temi internazionali come la malnutrizione nei paesi sottosviluppati. Proprio per questo suo impegno, nel 2002 il Presidente George W. Bush lo nominò ambasciatore presso le Agenzie per l'Alimentazione e l'Agricoltura delle Nazioni Unite; il suo compito era quello di presiedere la missione diplomatica statunitense presso le tre agenzie dell'ONU preposte all'accrescimento della produzione agricola mondiale e al debellamento della fame nel mondo: la FAO, l'IFAD e il WFP. Hall lasciò il posto dopo quattro anni, ma continuò a collaborare con l'amministrazione Bush.
Dopo aver lasciato gli incarichi politici, Hall operò come direttore e consigliere d'amministrazione di alcune associazioni benefiche per lo sviluppo economico e sociale delle nazioni povere.